# Samuel von Derenburg
Samuel von Derenburg (auch Smol bzw. Derenburch; † 5. Oktober 1382) war der erste deutsch-jüdische Hofbankier beim Erzbischof von Magdeburg. Von einem Hoffaktor kann man noch nicht sprechen, da er kein Amt durch Ernennung hatte.
Mit seinen Brüdern Marquard und Ephraim trat er in den Dienst von Erzbischof Otto im November 1347, als dieser mit dem Rat von Braunschweig einen Kredit von 300 Mark bis zum folgenden Osterfest aushandelte.
Im Oktober 1364 bezeugte Samuel mit dem Dompropst Hermann von Werberg, dass Prinz Waldemar I. von Anhalt ein Treffen in Barby mit dem Erzbischof Dietrich versäumt hatte. Ebenso gehörte er zur Kommission, die einen Streit mit der Stadt Halle (Saale) regeln sollte, der die Ernennung des Aufsehers einer Salzmine betraf (Dokument vom 27. Februar 1365).
Samuel diente mit großer persönlicher Nähe dem Erzbischof Peter von Magdeburg, Als dieser im April 1372 die Juden von Magdeburg unter seine Jurisdiktion stellte, wurden Samuel und seine Kinder explizit ausgenommen, weil sie eigene Privilegien hätten. Papst Gregor XI. bemängelte dies in einem Brief aus Avignon 1372, besonders da der Hofbankier eine Synagoge in einer ehemaligen Kapelle in Groß Salza eingerichtet haben soll.
Wie die Judenverfolgungen im Judendorf zeigten, waren die Juden in Magdeburg in der Lebenszeit Samuels immer wieder Verfolgungen durch die Bürger ausgesetzt, zumal in der Großen Pest 1348/49.